# Mistrzostwa Europy w Zapasach 1925
7. Mistrzostwa Europy w zapasach odbywały się w 1925 roku w Mediolanie we Włoszech.

## Medaliści
| Konkurencja | Złoto            | Srebro         | Brąz            |
| ----------- | ---------------- | -------------- | --------------- |
| -58kg       | Armand Magyar    | Giovanni Gozzi | Carlo Ponte     |
| -62kg       | Jenő Németh      | Ernst Steinig  | Erik Malmberg   |
| -67,5kg     | Lajos Keresztes  | Ludwig Sesta   | Mihály Matura   |
| -75kg       | Fritz Bräun      | Väinö Kokkinen | Mario Gruppioni |
| -82,5kg     | Calle Westergren | Robert Rupp    | László Papp     |
| +82kg       | Rudolf Svensson  | Rajmund Badó   | Edmond Dame     |

## Tabela medalowa
| Lp. | Państwo   | Złoto | Srebro | Brąz |
| --- | --------- | ----- | ------ | ---- |
| 1   | Węgry     | 3     | 1      | 2    |
| 2   | Szwecja   | 2     | 0      | 1    |
| 3   | Niemcy    | 1     | 2      | 0    |
| 4   | Włochy    | 0     | 1      | 2    |
| 5   | Austria   | 0     | 1      | 0    |
| 5   | Finlandia | 0     | 1      | 0    |